# Вандіса Гвіда
Вандіса Гвіда (італ. Wandisa Guida; 21 квітня 1935, Трані, Італія) — італійська акторка.

## Життєпис
Навчалася на юридичному факультеті університету. Брала участь у конкурсі краси «Міс Італія» (1954), удостоєна титулу міс кіно, як найфотогенічніша конкурсантка. Закінчила Експериментальний центр кінематографії в Римі (1956). Дебютувала в мелодрамі «Серенада для 16 блондинок / Serenata per sedici bionde» (1956, реж. Маріно Джіроламі). Активно знімалася в 50-ті і 60 -ті роки. Працювала з майстрами італійського жанрового кіно — Антоніо Маргерітті, Умберто Ленці, Маріо Бава. 
Після 1967 року в кіно не знімалася. Після значної перерви виконала роль Хезер Хілл в культовому фільмі Серджо Мартіно «Вбивство на кладовищі етрусків» (1982). Ця роль виявилася останньою в кінокар'єрі акторки.

## Фільмографія
- Serenate per 16 bionde (1956)
- Вампіри / I Vampiri (1956)
- La canzone più bella (1957)
- I colpevoli (1957)
- Il cavaliere senza terra (1958)
- Totò e Marcellino (1958)
- I prepotenti (1958)
- An Italian in Greece (1958)
- Il padrone delle ferriere (1959)
- Goliath and the Dragon (1960)
- The Revolt of the Slaves (1960)
- La vendetta della maschera di ferro (1961)
- The Vengeance of Ursus (1961)
- Gli eroi del doppio gioco (1962)
- Gladiator of Rome (1962)
- Giacobbe ed Esaù (1963)
- Hercules Against Rome (1964)
- I giganti di Roma (1964)
- Maciste in King Solomon's Mines (1964)
- Secret Agent Fireball (1965)
- I tre sergenti del Bengala (1965)
- Bob Fleming... Mission Casablanca (1966)
- Operazione Goldman (1966)
- Scorpion with Two Tails (1982)

## Джерело
- Вандіса Гвіда на сайті IMDb (англ.)